# Паркер, Эллен
Эллен Паркер (англ. Ellen Parker; род. 30 сентября 1949, Париж) — американская актриса. Паркер выступала во многих театральных постановках и появилась в нескольких кинофильмах, однако, в основном, известна благодаря своей роли Морин Рирдон Бауэр в дневной мыльной опере «Направляющий свет», где она снималась на регулярной основе с 1986 по 1993 год. Ранее роль Морин играла Эллен Долан. Её персонаж был неожиданно убит сценаристами в 1993 году, а сам момент смерти впоследствии стал считаться одним из самых запоминающихся в истории мыльной оперы.
Паркер выиграла дневную премию «Эмми» за свою работу в «Направляющий свет» в 1993 году, уже после ухода из шоу. Тем не менее она возвращалась в шоу в 1997, 1998, 1999, 2004 и 2005 годах, в эпизодах-воспоминаниях. В последние годы она была гостем в сериалах «Закон и порядок», «Закон и порядок: Специальный корпус», «Голубая кровь» и «Чёрный ящик».

## Избранная фильмография
| Год  |   | Русское название | Оригинальное название | Роль                                |
| ---- | - | ---------------- | --------------------- | ----------------------------------- |
| 2014 | с | Оставленные      | The Leftovers         | помощница по регистрации Air France |